# Jindřich Štyrský
Jindřich Štyrský (né le 11 août 1899 à Čermná u Kyšperka – mort le 21 mars 1942 à Prague) est un peintre, poète, éditeur, photographe et dessinateur surréaliste tchécoslovaque.

## Biographie

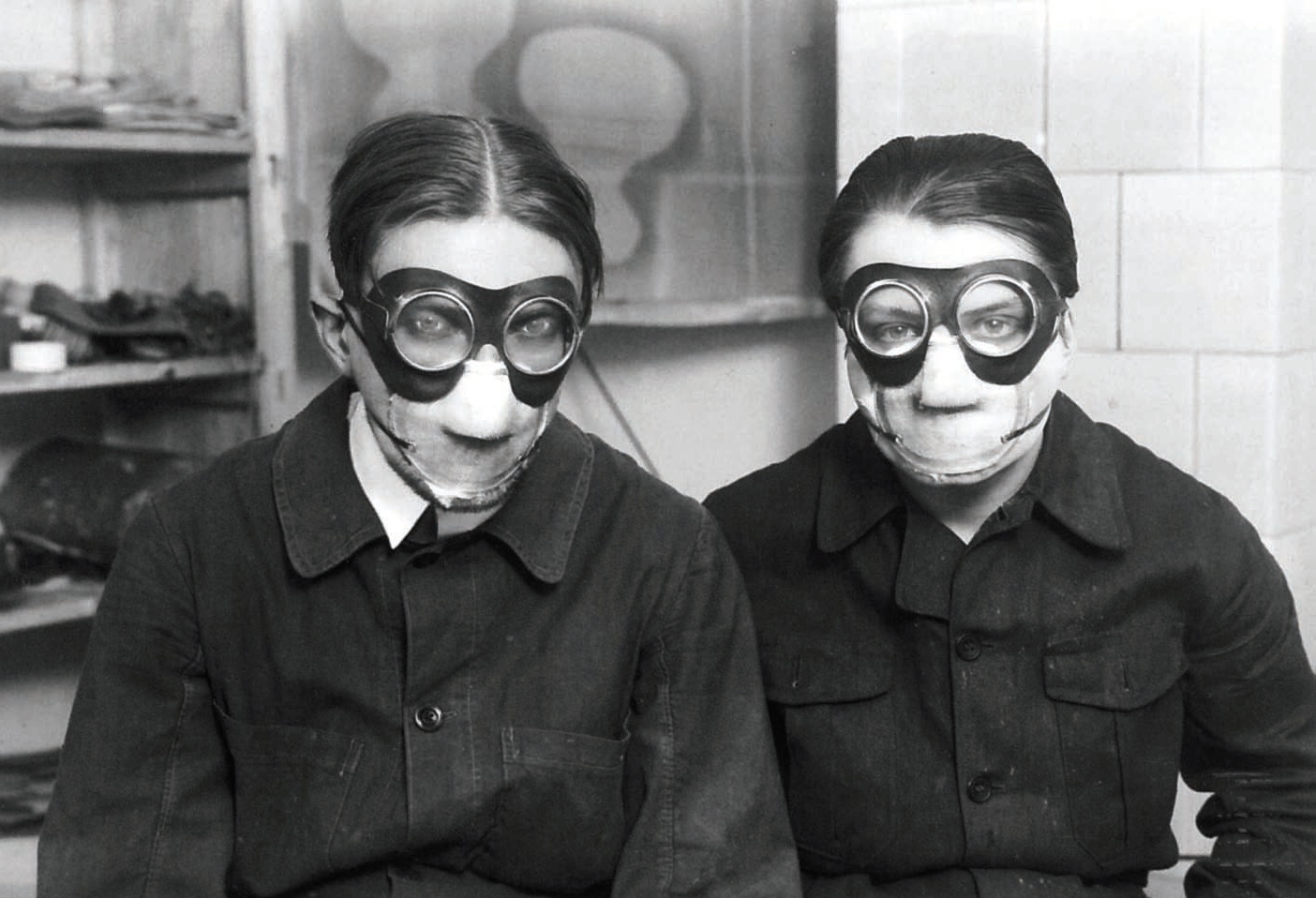
Jindřich Štyrský et Toyen.

Son œuvre, d'une remarquable diversité, comprend de nombreuses illustrations et couvertures de livres. Il a aussi écrit des études sur Arthur Rimbaud et le marquis de Sade. 
Il est devenu membre de Devětsil en 1923, et participa aux expositions du groupe. Entre 1928 et 1929, il fut le directeur de l'aile théâtrale du groupe, l’Osvobozené divadlo (le Théâtre libéré), où il travailla entre autres avec Vítězslav Nezval (la danse de son recueil de poèmes Abeceda). 
Štyrský s'est aussi signalé par son activité d'éditeur. En plus de sa collection Edition 69, il édita l’Erotická revue, qu'il lança en 1930, et Odeon, dans lequel parurent plusieurs de ses textes les plus courts. De 1925 à 1928, il se rendit avec Toyen à Paris, où il rencontra les Surréalistes. Il fut l'un des membres fondateurs du groupe surréaliste en Tchécoslovaquie (Groupe des surréalistes de Tchécoslovaquie). Sur l'invitation d'André Breton il retourne à Paris en 1935, date à laquelle il réalise son dernier cycle de photographies : Un après-midi parisien.